# العلاقات الأوكرانية الإيطالية
العلاقات الأوكرانية الإيطالية هي العلاقات الثنائية التي تجمع بين أوكرانيا وإيطاليا.

## مقارنة بين البلدين
هذه مقارنة عامة ومرجعية للدولتين:
| وجه المقارنة                                              | أوكرانيا                                   | إيطاليا                                                  |
| --------------------------------------------------------- | ------------------------------------------ | -------------------------------------------------------- |
| المساحة (كم2)                                             | 603.63 ألف                                 | 301.34 ألف                                               |
| عدد السكان (نسمة)                                         | 45.55 مليون                                | 60.60 مليون                                              |
| الكثافة السكانية (ن./كم²)                                 | 75.46                                      | 201.1                                                    |
| العاصمة                                                   | كييف                                       | روما، فلورنسا، تورينو                                    |
| اللغة الرسمية                                             | اللغة الأوكرانية                           | اللغة الإيطالية                                          |
| العملة                                                    | هريفنا أوكرانية، كاربوفانيتس، روبل سوفييتي | يورو، ليرة إيطالية                                       |
| الناتج المحلي الإجمالي (بليون دولار)                      | 112.15 مليار                               | 1.93 تريليون                                             |
| الناتج المحلي الإجمالي (تعادل القوة الشرائية) بليون دولار | 352.98 مليار                               | 2.26 تريليون                                             |
| الناتج المحلي الإجمالي الاسمي للفرد دولار أمريكي          | 2.11 ألف                                   | 29.96 ألف                                                |
| الناتج المحلي الإجمالي للفرد دولار أمريكي                 | 8.66 ألف                                   | 35.46 ألف                                                |
| مؤشر التنمية البشرية                                      | 0.747                                      | 0.873                                                    |
| رمز المكالمات الدولي                                      | +380                                       | +39                                                      |
| رمز الإنترنت                                              | .ua، .укр ‏                                 | .it                                                      |
| المنطقة الزمنية                                           | ت ع م+02:00، ت ع م+03:00، توقيت شرق أوروبا | توقيت وسط أوروبا، ت ع م+01:00، ت ع م+02:00، أوروبا/روما ‏ |

## مدن متوأمة
في ما يلي قائمة باتفاقيات التوأمة بين مدن أوكرانية وإيطالية:
- ترتبط يالطا مع بوتسوولي باتفاقية توأمة منذ 2008.[16][17][16][17]
- ترتبط تشيرنوفتسي مع تشيزانو ماديرنو باتفاقية توأمة منذ 6 يونيو 1991.[18][19][20][21]
- ترتبط كييف مع فلورنسا باتفاقية توأمة منذ 1995.[22][22][22][22]
- ترتبط سيفاستوبول مع فيرارا باتفاقية توأمة.
- ترتبط Narodychi [الإنجليزية]‏ مع بيلا باتفاقية توأمة.
- ترتبط Iziaslav, Ukraine [الإنجليزية]‏ مع Brembate di Sopra [الإنجليزية]‏ باتفاقية توأمة منذ 8 سبتمبر 2011.[23][24][25][26]
- ترتبط كامينيتس مع بونتة لامبرو [الإنجليزية]‏ باتفاقية توأمة.[27]
- ترتبط خاركيف مع بولونيا باتفاقية توأمة منذ 23 أبريل 2001.[28][28][28][29]
- ترتبط دونيتسك مع تارانتو باتفاقية توأمة منذ 1987.
- ترتبط أوديسا مع مدينة ميتروبوليتان جنوة باتفاقية توأمة منذ 3 سبتمبر 2004.[30][31][30][31]
- ترتبط موهيليف بوديليسكي مع كافريجليا باتفاقية توأمة.

## منظمات دولية مشتركة
يشترك البلدان في عضوية مجموعة من المنظمات الدولية، منها:
| علم المنظمة | اسم المنظمة                               | تاريخ انضمام أوكرانيا | تاريخ انضمام إيطاليا |
| ----------- | ----------------------------------------- | --------------------- | -------------------- |
|             | مجلس أوروبا                               | 9 نوفمبر 1995         | 5 مايو 1949          |
|             | منظمة التجارة العالمية                    | 16 مايو 2008          | 1995                 |
|             | المنظمة الأوروبية لسلامة الملاحة الجوية   | 2004                  | 1996                 |
|             | الاتحاد البريدي العالمي                   | ?                     | ?                    |
|             | مجموعة الموردين النوويين                  | ?                     | ?                    |
|             | يونسكو                                    | 12 مايو 1954          | ?                    |
|             | اتفاقية السماوات المفتوحة                 | ?                     | ?                    |
|             | الفريق المعني برصد الأرض                  | ?                     | ?                    |
|             | مؤسسة التمويل الدولية                     | 18 أكتوبر 1993        | 27 ديسمبر 1956       |
|             | المركز الدولي لتسوية المنازعات الاستشارية | 7 يوليو 2000          | 28 أبريل 1971        |
|             | منظمة حظر الأسلحة الكيميائية              | ?                     | ?                    |
|             | مؤسسة التنمية الدولية                     | 27 مايو 2004          | 24 سبتمبر 1960       |
|             | مجموعة أستراليا                           | 2005                  | 1985                 |
|             | منظمة الأمن والتعاون في أوروبا            | 30 يناير 1992         | 25 يونيو 1973        |
|             | نظام تحكم تكنولوجيا القذائف               | 1998                  | 1987                 |
|             | وكالة ضمان الاستثمار متعدد الأطراف        | 19 يوليو 1994         | 29 أبريل 1988        |
|             | الاتحاد الدولي للاتصالات                  | 7 مايو 1947           | 1866                 |
|             | منظمة الشرطة الجنائية الدولية             | ?                     | ?                    |
|             | الأمم المتحدة                             | 24 أكتوبر 1945        | 14 ديسمبر 1955       |
|             | البنك الدولي للإنشاء والتعمير             | 3 سبتمبر 1992         | 27 مارس 1947         |
|             | المنظمة الهيدروغرافية الدولية             | ?                     | ?                    |

## أعلام
هذه قائمة لبعض الشخصيات التي تربطها علاقات بالبلدين:
- أناستازيا جريمالسكا (لاعبة كرة مضرب إيطالية، 12 يوليو 1990 – )
- بيترو فييرجوود (لاعب كرة قدم إيطالي، 6 أبريل 1959[40] – )
- كارلو مارتلو أنجو (15 سبتمبر 1271 – 12 أغسطس 1295)
- نانسي بريلي (ممثلة إيطالية، 10 أبريل 1964[41] – )

## وصلات خارجية
- موقع وزارة الخارجية الأوكرانية
- موقع وزارة الخارجية الإيطالية